# 田中英行 (アーティスト)
田中英行（たなか えいこう）は、日本のアーティスト、起業家。 

## 略歴
京都府生まれ。京都市立芸術大学大学院美術研究科MFAを取得し、2002年よりアーティストとして世界12ヶ国45都市、60以上の美術館、ギャラリー、アートセンター、芸術祭などに作品出展。また2007年より芸大、美大での非常勤講師及び、ゲスト講師として社会人等1000人以上に講義、講演、ワークショップを行う。2011年 NPO法人「Antenna Media」を設立、2019年 株式会社「Qe to Hare」を設立、ボーダレスにアーティストの視点から様々なスタイルでクリエイティブな事業を展開する。主な展覧会には「Power, Where Does the Beauty Lie」SOMA美術館/韓国、「六本木アートナイト」ミッドタウン/東京、「VIDEONALE 11」ボン美術館/ドイツ、等がある。

## 主な仕事
2006年
- 荘野ジュリ”笑いたかった”, Victor Entertainment, TBS系列COUNT DOWN TV ED, MV制作

2008年
- 京都嵯峨芸術大学専攻科 非常勤講師(~2013)
- 京都市立芸術大学美術学部 非常勤講師(~2012)
- RAM RIDER ”Hello 8bit by YMCK”, rhythm zone, MV制作

2009年
- “氷にのった白くまウーラ”花畑牧場,映像コンテンツ,アニメーション担当
- 京都精華大学デザイン学部 非常勤講師(~2012)

2010年
- “京都藝術” アートプロジェクト, 企画/ディレクション

2011年
- NPO法人AntennaMedia 理事

2012年
- そごう柏 ウインドウディスプレイ デザイン・インストール,そごう柏店/柏
- TSUTAYA Lifestyle CONCIERGE ウインドウディスプレイ デザイン・インストール,ミッドタウン/東京

2013年
- 舞台“NODE/砂漠の老人” 映像制作, KAAT/横浜, 愛知トリエンナーレ, HKCC/香港
- 上賀茂神社アートプロジェクト,庁ノ屋エキシビションデザイン・インストール,上賀茂神社/京都

2014年
- 伊東豊雄建築ミュージアム, 展示映像制作
- “egØ”展, 展覧会, オーガナイズ,ディレクション/京都

2015年
- デザイン マイアミ 2015 ペリエ ジュエブース インストール,コンベンションセンター/マイアミ
- ART GRID KYOTO ～交錯する文化～, 実行副委員長
- 伊東豊雄建築ミュージアム 展示映像制作
- LIXIL GALLERY, 伊東豊雄展, 展示映像制作
- Project Omishima, 文化庁・地域の核となる美術館・歴史博物館支援事業, コンテンツ映像制作

2016年
- ボックスヒル取手,エキシビションデザイン・インストール
- 伊東豊雄建築ミュージアム 展示映像制作
- 社会福祉法人木風会,野草舎”森の家” アートディレクション

2017年
- 竹中工務店 佐川美術館 樂吉左衞門館 展示映像制作/滋賀
- 代官山ヒルサイドテラス 朝倉不動産株式会社、記録映像制作
- 株式会社スマイルズ、イベントドキュメント映像制作
- 伊東豊雄回顧展、ビデオインスタレーション制作、Power Station of Art/上海
- シュウゴアーツ 作家展示インタビュー映像制作

2018年
- ヴェネチアビエンナーレ建築展、伊東豊雄 インスタレーション制作/ヴェネチア
- 森美術館15周年記念展 建築の日本展 展示映像制作/東京
- LIXIL ギャラリー クリエイションの未来展 展示アドバイザリー/東京
- ハーバード大学 デザイン書籍 論考イメージ写真撮影/マサチューセッツ
- 京都工芸繊維大学 プロジェクト 映像制作/京都
- 乃村工藝社 町家リノベーションプロモーション映像制作/京都

### これまでの主な取引先
森ビル株式会社 森美術館、株式会社 乃村工藝社、株式会社スマイルズ、伊東豊雄建築設計事務所、株式会社ロフトワーク、朝倉不動産株式会社、株式会社 竹中工務店、株式会社アトレ、特定非営利活動法人これからの建築を考える、株式会社トレ・イゾレ、シュウゴアーツ、社会福祉法人木風会、上賀茂神社、奈義町現代美術館、公益財団法人京都市芸術文化協会、東京ミッドタウンマネジメント株式会社、トヨタ自動車株式会社、株式会社JVCケンウッド・ビクターエンタテインメント等

### 受賞歴/Awards
2003年
デザイナーズウィーク ビデオアワード, DESIGN PREMIO賞
2005年
仙台アートアニュアル 2005, 佳作, せんだいメディアテーク *
第一回アジア海洋映画祭, 学生短編ビデオ部門, グランプリ受賞 *
2006年
京都市立芸術大学卒業作品展 大学院市長賞, 京都市美術館
eAT金沢 ’06, 動画部門 特別賞受賞
第10 回岡本太郎現代芸術賞展 入選, 川崎市岡本太郎美術館 *
ヤノベケンジ “森で会いましょう” 第２回現代美術コンクール, 大賞,大阪府立現代美術センター *
2007年
第11 回岡本太郎現代芸術賞展 入選, 川崎市岡本太郎美術館
AMUSE ARTJAM 入選, 京都文化博物館
2009年
トーキョーワンダーウォール公募2009 入選,東京都現代美術館

### 主なメディア掲載等/Media Publicities
2005年
DOTMOV FESTIVAL 2005, 北海道*
デジタルスタジアム,出演, NHK*<上映/ Screening >
2006年
RESFEST, 日本 韓国 *
Visionaria. International Film Festival 2006, Palazzo Appiani, Santa Maria della Scala, イタリア
Ruga-Magazine, DVD Magazine Audiovisual Barcelona Spain
2007年
audiovisuales, The Museo Nacional Centro de Arte Reina Sofía, マドリッド, スペイン *
うぇぶたま,特集,テレビ東京*
2008年
onedotzero, ロンドン, イギリス *
Videonale 11 on Tour, ARTos Cultural and Research Foundation, キプロス, ギリシャ*
Videonale 11 on Tour, Goethe-Institut Bangalore, バンガロール, インド*
日本の映像作家100人 2008年版*
2009年
TOKYO VISUALIST DD WAVE Co.,Ltd.*
AERA 2月号 朝日新聞出版*
2010年
京都新聞 文化面 特集 *
2012年
The Japan Times Culture *
鳥取情報番組,特集,NHK鳥取

## 展覧会歴等

### 個展歴 / Solo Exhibitions
2006年
ジャッピー来臨展,TSCA Kashiwa,千葉 *
2009年
トコ世ノシロウツシ,TSCA Kashiwa,千葉 *
2010年
空宙の無限,AAS, 京都
ウツ世ノ祝宴,さいたま市地域中核施設プラザノース,埼玉 *
2014年
わたしの中のわたしたち,奈義町現代美術館,岡山 *
2015年
Ourself inside Myself,Nhà Sàn Collective,ハノイ,ベトナム*

### グループ展歴/ Group Exhibitions
2003年
NEW-GENERATION 3,海岸通ギャラリー CASO,大阪 *
2006年
取手アートプロジェクト2006,茨城 *
The Boehm TradeCenter,ドイツ *
Video festival in Pusan,Pusan,Galley Bandee,プサン,韓国 *
L‘image movement Sarajevo-Kyoto」Galerija 10m²,サラエボ,ボスニア・ヘルツェゴビナ *
2007年
National Highway No.1,Gyeonggido Museum of Art,アンサン,韓国 *
Art in Daegu,テグ,韓国 *
Opening Exhibition,De NWE Vorst,ティルブルフ,オランダ *
Collector’s Choice: Collection 2,Daelim Contemporary Art Museum,ソウル,韓国 *
VIDEONALE 11,Kunstmuseum Bonn,ボン,ドイツ*
オビラ2 – オープンビデオライブラリー,ミアカビデオアーカイブ,ZAIM,横浜*
2008年
広島アートプロジェクト2008,広島市街,広島**
Art and Capital : Spiritual Odyssey,Gallery LOOP,ソウル,韓国 *
2009年
広島アートプロジェクト2009,広島市街,広島**
Art Taipei 2009 日常事変： LIVE BY PLAY,タイペイ,台湾 *
混浴温泉世界 別府現代芸術フェスティバル2009,大分 *
2010年
琵琶湖ビエンナーレ2010, 近江八幡市街, 滋賀
こうふのまちの芸術祭2010,山梨**
らくらくフェスティバル,京都造形芸術大学 ギャラリーRAKU,京都**
きょう・せい,京都市立芸術大学ギャラリー@KCUA,京都**
2011年
8 Japanese Contemporary Artists,ジャパンファウンデーション, ニューデリー,インド
Videonale on Tour Taiwan,National Taiwan Museum of Fine Arts,タイジョン,台湾 *
Invisibleness is Visibleness,Museum of Contemporary Art Taipei,タイペイ,台湾 *
2012年
アーティスト イン レジデンス コノサキ計画, 鳥取
文化庁メディア芸術祭香港展2012 “PARADE”,香港 *
札幌アートステージ2012,札幌駅前通り地下歩行空間,北海道 *
わくわく温泉めぐり,船宿ひかり荘,大分 *
アートラインかしわ2012,柏わくわく百貨店,そごう柏店,千葉 *
六本木アートナイト2012,広域プログラム 六本木,ミッドタウン内各所,東京 *
2013年
KAWAII,CAMP, Contemporary Art Meeting Point, アテネ, ギリシャ
Audiovisioni Digitali/Scicli #1, Arts Centre of Multimedia Applied Researches, シクリ, イタリア
International videoart Festival Magmart VIII, Casoria Contemporary Art Museum, ナポリ, イタリア
KYOTO STUDIO, 京都市立芸術大学ギャラリー@KCUA,京都**
88 ソウルオリンピック開催25 周年記念 力, 美はどこにあるのか？, SOMA 美術館,ソウル,韓国 *
HANARART 2013 こあ・アイダカラダ展,奈良 *
第4回上賀茂神社アートプロジェクト, 上賀茂神社 ,庁ノ屋 ,京都*
2014年
富士の山ビエンナーレ2014, 静岡
egØ－「主体」を問い直す－, Studio Punto, 京都
Work in Memory, 堀川団地, 京都
わたしの中のわたしたち,奈義町現代美術館,岡山 *
チャンウォン彫刻ビエンナーレ 2014,チャンウォン,韓国 *
2015年
MOVING 2015, 京都
別府現代芸術フェスティバル2015”混浴温泉世界”,わくわく混浴デパートメント,別府
2016年
Going Beyond, a.r.t.e.s. Kunstfenster, ケルン, ドイツ
2017年
Open Studio Atelier Mondial, アトリエ・モンディアル, バーゼル, スイス

### アーティスト・イン・レジデンスプログラム
2017年
アトリエ・モンディアル, バーゼル, スイス（トーキョーワンダーサイト二国間交流プログラム）
注：*はAntennaとして
**は個人、Antenna共に参加